# Блоџет (Мисури)
Блоџет (енгл. Blodgett) град је у америчкој савезној држави Мисури.

## Демографија
По попису из 2010. године број становника је 213, што је 52 (-19,6%) становника мање него 2000. године.
| Група             | 2000.       | 2010.       |
| Белци             | 261 (98,5%) | 197 (92,5%) |
| Афроамериканци    | 1 (0,4%)    | 4 (1,9%)    |
| Азијати           | 0 (0,0%)    | 1 (0,5%)    |
| Хиспаноамериканци | 0 (0,0%)    | 6 (2,8%)    |
| Укупно            | 265         | 213         |